# Demetrius di Marogna
Demetrius di Marogna appelé aussi von Marogna, OSB, né le 17 septembre 1803 (Villa Lagrima, Tyrol du Sud) et mort le 27 mars 1869 à Saint-Paul (Minnesota), est un bénédictin fondateur de l'abbaye Saint-Jean de Collegeville aux États-Unis et pionnier de l'Église catholique dans le Midwest.

## Biographie
Charles-Joseph di Marogna naît dans une famille de la noblesse tyrolienne. Son père, le comte di Marogna, s'installe en 1809 en Bavière, où le garçon fera ses études selon son rang, ainsi qu'à Florence, où il rencontre Pie VII en chemin vers Pise. Le jeune homme décide d'entrer dans les Ordres et poursuit ses études au séminaire de Mayence. Il est ordonné prêtre en 1826 et ainsi pendant vingt-trois ans sert dans différentes paroisses du diocèse de Mayence et du diocèse d'Augsbourg. Il est désireux de rejoindre les États-Unis, apprenant par la presse et les récits de ses confrères que les missions manquent de prêtres, spécialement dans les colonies du Midwest et de la grande Prairie, peuplées par des colons germanophones. 
Il s'embarque en 1847 avec la permission de son évêque et traverse l'Atlantique pour rejoindre la nouvelle ville de Germantown dans l'Illinois. Il devient curé de paroisse à Highland et missionne dans les environs sous la houlette de l'évêque de Chicago, Mgr van de Welde. Cependant la mission n'est pas sans péril dans ces contrées encore sauvages et l'abbé di Marogna décide d'entrer dans un Ordre monastique pour allier son désir de mission et sa sécurité. Il a 49 ans en 1852. Il choisit les bénédictins qui venaient de s'installer à l'abbaye Saint-Vincent de Latrobe en Pennsylvanie et sont tous Allemands. Il entre au noviciat sous le nom de religion de Demetrius et devient prieur deux ans plus tard, assistant le célèbre T.R.P. Boniface Wimmer, osb. Il est choisi en 1855 avec les Frères Cornelius Wittmann et Bruno Riss, qui n'avaient reçu pour l'instant que les Ordres mineurs pour fonder un nouveau prieuré pour être la base de nouvelles paroisses dans le lointain Minnesota. C'est le début de l'abbaye de Collegeville qui suit la construction du chemin de fer et la grande ruée vers l'Ouest.
Les trois compagnons arrivent dans la nouvelle colonie de Saint-Paul, les deux jeunes moines sont ordonnés et le travail commence en voyageant en bateau vers Saint-Cloud et d'autres points de peuplement. De nouvelles paroisses sont organisées et le monastère construit peu à peu avec des écoles.
Le P. Demetrius di Marogna démissionne en octobre 1857 de sa charge de prieur et devient curé de la paroisse de l'Assomption à Saint-Paul à l'invitation de Mgr Ravoux jusqu'en 1863, où il doit prendre sa retraite à cause de sa mauvaise santé. Il devient chapelain de la nouvelle école Saint-Joseph, part ensuite deux ans en Floride se soigner, puis retourne à Saint-Paul, où il meurt le 27 mars 1869.
Le P. di Marogna est un pionnier de l'Église catholique aux États-Unis.